# Meana Sardo
Meana Sardo ist ein Ort in der Provinz Nuoro in der italienischen Region Sardinien mit 1579 Einwohnern (Stand 31. Dezember 2023).
Meana Sardo liegt 82 km südlich von Nuoro und besitzt einen Bahnhof an der schmalspurigen Bahnstrecke Isili–Sorgono, der in den Sommermonaten vom Trenino Verde bedient wird.
Die Nachbargemeinden sind: Aritzo, Atzara, Belvì, Laconi (OR), Samugheo (OR).